# Kladderadatsch (muziekgezelschap)
Kladderadatsch is een veelkoppig muziekgezelschap met oorsprong als aksieorkest in de Nijmeegse studentenprotesten en kraakbeweging van 1974.  De groep vierde in 2024 het 50-jarig bestaan en is het oudste nog actieve straat- en strijdorkest van Nederland. De naam van de groep vindt zijn oorsprong in de marxistische uitdrukking "de grote Kladderadatsch" als de ineenstorting van de kapitalische orde. De naam is tegelijk een onomatopee voor gedruis of chaos, en geeft daarmee uitdrukking aan zowel de activistische wortels van de groep als het veelzijdige repertoire, gekenmerkt door veel ruimte voor improvisatie.
De groep treedt vooral live op bij allerlei gelegenheden, van demonstraties en feesten tot grotere internationale tournees. Veel optredens passen bij de activistische oorsprong van de groep. Zo speelde muziek van Kladderadatsch een belangrijke rol in de protesten tegen de Kweekreactor Kalkar (1979). In meer recente jaren speelde Kladderadatsch voor en met nieuwkomers in vluchtelingenopvang Heumensoord en was de groep regelmatig te vinden bij demonstraties zoals de Dag van de Arbeid. Waar het vroege repertoire voornamelijk actiegericht was, is dat in latere decennia flink verbreed met Latijns-Amerikaanse, Afrikaanse en klezmer- en Balkan-elementen. De groep heeft vier geluidsdragers uitgebracht, waaronder in 2014 de CD Weids.

Kladderadatsch werkt regelmatig samen met andere gezelschappen. De groep was in de jaren 1990 jarenlang het huisorkest van Circus Colourful City, deed sinds 2000 mee in meerdere producties van het Arnhemse lokatietheater De Plaats en stond op grotere podia met het Catching Cultures Orchestra. Bij het vijftigjarig jubileum in 2024 waren zusterorkesten als Tegenwind (Utrecht) en de ACCUFanfare (Amsterdam) van de partij. Tournees brachten de groep meermaals buiten de landsgrenzen, van Venetië tot Gaziantep en van Riga tot Baskenland.